# لی جانیک
لی جانیک (انگلیسی: Leigh Janiak؛ زادهٔ ۱ فوریهٔ ۱۹۸۰) کارگردان فیلم، و فیلم‌نامه‌نویس است.